# Le Chien des Baskerville (film, 1929)
Pour les articles homonymes, voir Le Chien des Baskerville (homonymie).
Pour plus de détails, voir Fiche technique et Distribution.
Le Chien des Baskerville (Der Hund von Baskerville) est un film muet allemand réalisé par Richard Oswald, sorti en 1929. Il s'agit d'une adaptation du roman Le Chien des Baskerville d'Arthur Conan Doyle. Le détective Sherlock Holmes y est interprété par l'acteur Carlyle Blackwell. Le réalisateur Richard Oswald avait déjà participé quinze ans plus tôt au scénario du film Le Chien des Baskerville réalisée par Rudolf Meinert en 1914.
Le film connaît un succès mitigé à sa sortie, l'avènement du cinéma sonore lui fermant les portes d'une diffusion dans les pays anglo-saxons où le public commence à se détourner du cinéma muet. Le film est seulement diffusé en Europe continentale où il rencontre un bref succès avant d'être oublié du grand public. Le film reste par la suite mentionné dans les ouvrages de référence traitant des adaptations des aventures de Sherlock Holmes au cinéma, où il est présenté comme le dernier film muet mettant en scène le détective.
Longtemps considéré comme perdu malgré la rumeur qu'une copie aurait été conservée en Union soviétique, ce film a finalement été redécouvert dans sa quasi-intégralité en Pologne en 2009 et a connu une restauration en 2018 dans le cadre d'une collaboration entre la Cinémathèque nationale de Pologne et le San Francisco Silent Film Festival. La version restaurée du film a été éditée en 2019 sur supports DVD et BluRay par Flicker Alley.

## Trame
Acte 1 : L'action démarre au manoir des Baskerville où Sir Charles Baskerville passe la soirée en compagnie de son médecin le Docteur Mortimer, son majordome Barrymore ainsi qu'un habitant du voisinage, Frankland. Les intertitres situent le contexte : la légende du chien des Baskerville hante la famille Baskerville depuis plusieurs générations et Sir Charles croit davantage en cette légende qu'il n'ose l'admettre. Un hurlement de chien se fait entendre au-dehors : Frankland évoque la légende, mettant Sir Charles mal à l'aise. Un villageois frappe alors à la porte du manoir, demandant à voir Sir Charles pour lui délivrer un message. Barrymore le laisse patienter dans une pièce. Lorsqu'il revient en compagnie de Sir Charles, l'inconnu a disparu, laissant sur la table une enveloppe. Sir Charles l'ouvre et y découvre un mystérieux message d'appel à l'aide signé de la main d'une certaine Laura Lyons. Le maître des lieux décide de partir à l'aide de la jeune femme en bravant la tempête qui fait rage au-dehors. Le film a alors recours à une ellipse narrative : le spectateur voit un chien courir sur la lande, puis un plan montre le cadavre de Sir Charles gisant sur la lande.
Au 221B Baker Street, Sherlock Holmes et le Docteur Watson apprennent la mort de Sir Charles par les journaux. Le Dr Mortimer vient alors consulter le détective. « Vous venez à propos de Sir Charles » affirme Holmes au nouveau venu. Devant la surprise de celui-ci, Holmes désigne le journal qui dépasse de sa poche et traite de l'affaire. La déduction était simple, Watson en rit. Le Dr Mortimer confirme le but de sa visite et ajoute les explications qui manquent au spectateur, narrées sous forme de flash back accompagné d'intertitres. Après le départ de Sir Charles, les invités ont attendu son retour alors que des hurlements de chiens se faisaient toujours entendre au-dehors. L'attente devenant anormalement longue, le majordome Barrymore a décidé de lancer des recherches sur la lande, où les invités ont découvert le cadavre de leur hôte. Non loin du cadavre, le Dr Mortimer a découvert les empreintes d'un gigantesque chien, qui pourrait être le chien de la légende des Baskerville. La conclusion du récit amuse Watson, qui ne croit pas à la légende, mais Holmes prend l'affaire au sérieux. « Un chien surnaturel ne laisserait pas d'empreintes » remarque-t-il, laissant comprendre qu'il pourrait s'agir d'une mise en scène. Le détective demande alors à rencontrer Sir Henry, le dernier membre de la famille Baskerville.
Actes 2 et 3 : Sir Henry est revenu des colonies pour prendre possession de son héritage et loge temporairement dans un hôtel. Lorsqu'il reçoit Mortimer, Holmes et Watson, ce dernier trouve à terre une lettre anonyme ayant été glissée sous la porte de Sir Henry. Composée de caractères d'imprimerie découpés dans un journal, la lettre incite Sir Henry à ne pas se rendre au manoir des Baskerville s'il tient à la vie. « Les fantômes n'écrivent pas de lettres » soulève Watson. Face à cette menace, Sir Henry accepte d'engager Holmes et Watson pour veiller sur lui et élucider la mort de Sir Charles. Holmes se déclare retenu à Londres mais envoie Watson pour mener l'enquête à Baskerville Hall.
Un passage du film est perdu. La reconstruction de 2018 résume sous forme d'intertitres les étapes manquantes, fidèles à l'intrigue d'origine : Watson arrive au lugubre manoir en compagnie de Sir Henry. Il apprend qu'un homme s'est évadé d'une prison proche et rôde dans la région. Il remarque également que Barrymore et sa femme paraissent nerveux. En se rendant avec Sir Henry à l'endroit où a été retrouvé le corps de Sir Charles, les deux hommes rencontrent Beryl Stapleton, une jeune femme qui semble effrayée et avertit Sir Henry qu'il court un danger. Sir Henry, qui n'est pas indifférent aux charmes de la jeune femme, organise un dîner à Baskerville Hall auquel Beryl est conviée ainsi que Jack Stapleton, qui veille sur la jeune femme et semble jaloux des liens qui commencent à se nouer entre elle et Sir Henry.
Le film reprend : un soir, le Dr Watson lit paisiblement un livre avant de se coucher lorsqu'il entend des bruits dans le couloir. Prenant son revolver, il sort de sa chambre mais ne découvre qu'un chat jouant avec une balle. Le spectateur, lui, sait que Barrymore déambulait mystérieusement dans les couloirs.
Acte 4 : Au matin, une chaussure appartenant à Sir Henry disparaît mystérieusement. Watson est mis au courant par Barrymore, qui comprend qu'il s'agit-là d'un élément suspect et part immédiatement à la recherche de Sir Henry sur la lande. Sir Henry est allé retrouver Beryl. Il lui pose des questions sur Jack Stapleton : la jeune femme répond que ce dernier l'a simplement recueillie lorsqu'elle était enfant. Sir Henry, ravi de cette explication, déclare sa flemme à la jeune femme. Les deux jeunes gens sont néanmoins surpris par Jack Stapleton : très mécontent, celui-ci ordonne à Sir Henry de ne plus approcher Beryl à l'avenir, puis, changeant brutalement d'attitude, s'excuse et invite finalement Sir Henry se rendre chez lui et Beryl le soir-même pour faire plus ample connaissance. Watson rejoint alors Sir Henry : les deux hommes rentrent ensemble au manoir. Le soir, Watson constate un comportement suspect de la part du couple Barrymore : il suit le majordome et le voit faire des signaux, par la fenêtre, à un inconnu qui se trouve sur la lande et renvoie des signaux semblables. Le docteur, arme au poing, saute par une fenêtre et poursuit l'inconnu qui parvient néanmoins à fuir sans être rattrapé.
Acte 5 : Pendant ce temps, Beryl se rend à Baskerville Hall et y retrouve Sir Henry qui ne s'attendait pas à cette visite. Beryl lui explique qu'elle est venue pour le guider à travers la lande et lui éviter de se perdre dans l'obscurité. Au-dehors, Watson poursuit ses recherches pour retrouver l'inconnu de la lande. Il découvre par hasard une hutte aménagée dont l'occupant s'est absenté. Alors qu'il inspecte le lieu, des pas se font entendre au-dehors. Watson sort son revolver, prêt à une confrontation, mais la personne qui entre n'est autre que Sherlock Holmes, qui a établi ses quartiers en toute discrétion au beau milieu de la lande. Holmes est sur le point de révéler à Watson l'identité du meurtrier de Sir Charles lorsqu'un hurlement de chien se fait entendre sur la lande. Immédiatement, Holmes sort et court en direction du hurlement. Au manoir, où le cri s'est également fait entendre, Sir Henry se précipite également au-dehors malgré les protestations de Beryl. Holmes arrive trop tard et découvre un nouveau cadavre sur la lande : il s'agit du corps de l'évadé de prison, qui portait les vêtements de Sir henry. « Le meurtrier ne va pas tarder à arriver » annonce Holmes à Watson, et Jack Stapleton arrive alors en courant. Lorsque Holmes lui annonce que le cadavre qui gît au sol n'est pas celui de Sir Henry, un gros plan sur le visage de Stapleton permet au spectateur de constater sa crispation. Stapleton explique alors à Holmes qu'il attendait Sir Henry chez lui et qu'il a accouru, inquiet pour son invité. Sir Henry et Beryl arrivent à leur tour : Sir Henry s'étonne que l'évadé porte son costume, qu'il avait confié à Barrymore pour que celui-ci le lave. Holmes, Watson et Sir Henry reviennent au manoir et interrogent Barrymore. Le majordome explique que l'évadé était le frère de sa femme : ils l'ont aidé à survivre sur la lande en lui donnant quelques vêtements et en communiquant avec lui par des signaux de lumière.
Acte 6 : Comprenant que le chien a attaqué la mauvaise personne après avoir été dressé pour reconnaître l'odeur des affaires de Sir Henry, Holmes ordonne à ce dernier de ne plus quitter le manoir. Un intertitre introduit la présence de Laura Lyons et la présente comme une complice de Jack Stapleton, rompant tout éventuel suspense sur l'identité du meurtrier. Jack Stapleton se rend chez Laura Lyons, qui lui fait des reproches : d'une part, Jack n'a pas quitté Beryl comme convenu, d'autre part, elle lui reproche de lui avoir fait écrire la note à destination de Sir Charles pour que celui-ci sorte au-dehors et tombe dans un piège fatal. De son côté, Holmes inspecte l'intérieur du manoir et découvre un passage secret qui mène précisément chez Laura Lyons. Holmes découvre celle-ci morte à son bureau. Le détective récupère une lettre d'aveux qu'elle avait commencé à écrire, sans avoir eu le temps de mentionner le nom du meurtrier de Sir Charles. Holmes aperçoit néanmoins le visage de Jack Stapleton qui observe la scène de l'extérieur. Lorsque Holmes souhaite rebrousser chemin pour revenir au manoir, une porte coulissante se ferme et bloque l'entrée du passage. Les autres issues sont elles aussi grillagées et empêchent Holmes de sortir de la pièce. Une seule issue lui reste ouverte, celle d'un second passage secret qu'il décide d'emprunter. Pendant ce temps, Stapleton rejoint Baskerville Hall : utilisant un arc, il lance par la fenêtre une flèche à laquelle est accroché un message signé Sherlock Holmes, demandant de prévenir la police pour procéder à l'arrestation de Laura Lyons. Watson trouve le message et s'exécute, quittant ainsi le manoir. Stapleton rejoint ensuite Beryl, qu'il retient prisonnière dans la cave de sa demeure. Il téléphone à Sir Henry et amène le combiné auprès de Beryl qu'il maltraite pour qu'elle appelle à l'aide. Sir Henry, horrifié, reconnaît la voix de sa bien-aimée.
Acte 7 : Sir Henry se précipite sur la lande pour se rendre chez les Stapleton. Pendant ce temps, Jack libère son chien et ouvre une vanne qui provoque le déversement d'un bourbier dans le passage où se trouve Holmes. Celui-ci parvient néanmoins à se sauver en provoquant un effondrement du plafond qui dégage ainsi une ouverture sur la lande. Le détective tombe nez-à-nez avec Sir Henry, qui est poursuivi par le chien de Stapleton. Holmes demande à Sir Henry de lui donner son manteau. Le chien se précipite dès lors vers Holmes qui l'abat de plusieurs coups de revolver. Stapleton, qui a assisté à la scène, tente de fuir, mais Holmes le poursuit. Le criminel tombe alors par inadvertance dans un bourbier où il s'enfonce et trouve la mort. Sir Henry rejoint la demeure des Stapleton et libère Beryl de la cave où elle était enfermée. Holmes arrive à son tour et donne à Sir Henry toutes les explications : Stapleton profitait de la légende des Baskerville pour tuer ses victimes à l'aide d'un chien terrifiant. Son but était d'éliminer tous les Baskerville, lui-même étant un membre caché de la famille à qui reviendrait l'héritage familial. Le docteur Watson arrive à son tour avec deux membres de Scotland Yard pour procéder à l'arrestation de Laura Lyons : Holmes se moque gentiment de son acolyte, lui faisant remarquer que l'écriture du message reçu n'était pas la sienne. Holmes termine son enquête par une dernière demande à Sir Henry : lui racheter une cravate, celle qu'il porte ayant souffert de toutes ces péripéties.

## Fiche technique
- Titre original : Der Hund von Baskerville
- Réalisation : Richard Oswald
- Scénario : Herbert Juttke et Georg C. Klaren, d'après le roman Le Chien des Baskerville d'Arthur Conan Doyle
- Direction artistique : Gustav A. Knauer, Willy Schiller
- Photographie : Frederik Fuglsang
- Production : Fred Lyssa
- Société de production : Erda Film Produktions GmbH
- Société de distribution : Südfilm
- Pays d’origine :  République de Weimar
- Langue originale : allemand
- Format : noir et blanc — 37 mm — 1,37:1 — Film muet
- Genre : Film policier
- Durée : 8 bobines (2 382 mètres)
- Dates de sortie :
  - République de Weimar : 28 août 1929

## Distribution
Le film fait appel à des acteurs et actrices issus de six nationalités différentes. Carlyle Blackwell, qui joue le rôle de Sherlock Holmes, est Américain. Livio Pavanelli, qui joue le personnage de Sir Henry, est italien. Alma Taylor (Mrs Barrymore) est britannique. Betty Bird (Beryl Stapleton) est Autrichienne. Jaro Fürth (Docteur Mortimer) est Tchécoslovaque. Les autres acteurs du film sont Allemands.
- Carlyle Blackwell : Sherlock Holmes
- George Seroff : Docteur Watson
- Alexander Murski : Sir Charles Baskerville
- Livio Pavanelli : Sir Henry Baskerville
- Betty Bird : Beryl Stapleton
- Fritz Rasp : Jack Stapleton
- Jaro Fürth : Docteur Mortimer
- Valy Arnheim : Barrymore
- Alma Taylor : Mrs Barrymore
- Carla Bartheel : Laura Lyons
- Robert Garrison : Frankland

## Réalisation
Le tournage du film Le Chien des Baskerville est initié par la compagnie de production « Erda Film Produktions GmbH », qui propose à Richard Oswald d'en être le réalisateur.
Richard Oswald s'était déjà illustré par le passé en écrivant en 1906 une adaptation du Chien des Baskerville sous forme de pièce de théâtre. Il avait également été le scénariste du film Le Chien des Baskerville de 1914, réalisé par Rudolf Meinert, dans lequel il avait développé une intrigue assez éloignée du roman d'origine en reprenant des éléments issus de sa propre pièce de théâtre. Il avait également scénarisé la suite de ce film, intitulée Der Hund von Baskerville, 2. Teil — Das einsame Haus (1914) et réalisé les deux épisodes suivants, intitulés Der Hund von Baskerville, 3. Teil — Das unheimliche Zimmer (1915) et Der Hund von Baskerville, 4. Teil — Die Sage vom Hund von Baskerville (1915), en collaboration avec le producteur Jules Greenbaum.
Pour ce nouveau projet, Richard Oswald fait appel aux scénaristes Herbert Juttke et Georg C. Klaren avec qui il avait déjà travaillé sur les films Feme (1927) et Cagliostro - Liebe und Leben eines großen Abenteurers (1929). Les deux scénaristes développent une adaptation globalement fidèle au texte de Conan Doyle, tout en prenant des libertés, notamment vers la fin de l'intrigue où les modifications deviennent relativement nombreuses.
Le film a été tourné à Berlin. Les scènes qui se déroulent sur la lande ont été tournées dans un gigantesque hangar abandonné du quartier de Staaken ayant précédemment servi à construire des dirigeables et des avions.

## Sortie, préservation et restauration
Le film connaît une première projection à Berlin le 28 août 1929 puis est diffusé dans plusieurs pays d'Europe continentale. Le film ne trouve pas de distributeur pour une diffusion dans les pays anglo-saxons du fait que l'audience se tourne à cette époque vers le cinéma sonore et que le film ne comporte pas de célébrité au casting, ce qui constitue un handicap. Le film connaît ainsi un échec commercial, à relativiser toutefois du fait qu'en France, Pathé est suffisamment satisfait du film pour en sortir une version écourtée au format 9,5mm, vendue aux particuliers qui peuvent ainsi projeter le film chez eux en disposant d'un Pathé-Baby.
Après sa diffusion en salles, les copies du film sont détruites et le film est ensuite considéré comme perdu. Dans les années 1970, une rumeur apparaît selon laquelle un exemplaire du film aurait été préservé en Union soviétique. En 1988, le guide intitulé Treasures from the film archives : a catalog of short silent fiction films held by FIAF archives, réalisé par Ronald S. Magliozzi, confirme qu'une copie serait détenue par le Gosfilmofond, mais le site spécialisé Silent-Era.com soulignera par la suite qu'il pourrait en réalité s'agir du film Le Chien des Baskerville de 1914, et non de la version de 1929, ce qui se révélera exact.
En 2009, un exemplaire du film sur pellicule au nitrate au format 35mm, comportant des intertitres en tchèque, est finalement retrouvé en Pologne dans la ville de Sosnowiec. Cet exemplaire avait été conservé dans une cave, ainsi que neuf autres films étrangers, par un prêtre amateur de cinéma. Lors de leur découverte, plusieurs de ces films présentent un état de détérioration avancé et sont alors remis à la Cinémathèque nationale de Pologne à Varsovie. Des problèmes financiers et organisationnels empêchent la restauration du film pendant près de dix ans, jusqu'à ce qu'un partenariat soit finalement trouvé vers 2016 entre le San Francisco Silent Film Festival et la Cinémathèque nationale de Pologne pour démarrer la restauration.
La copie découverte en Pologne est toutefois incomplète : l'une des huit bobines du film est absente. Lors de la restauration, certains passages manquants sont partiellement comblés grâce à la découverte d'une copie française 9,5mm écourtée de Pathé, détenue par Michael Seeber, un collectionneur privé autrichien. Pour les parties qui restent manquantes, les restaurateurs disposent de quelques images du film conservées en Allemagne par le Deutsches Filminstitut. Les intertitres d'origine en allemand (et non en tchèque ou en français) sont quant à eux retrouvés à partir des archives de la censure allemande qui avait gardé une trace des textes d'origine. Les restaurateurs disposent également du script original du film pour connaître le scénario complet. Ainsi, dans la version restaurée, les passages manquants sont résumés sous forme d'intertitres illustrés avec les images du film conservées au Deutsches Filminstitut. Le San Francisco Silent Film Festival décide de réaliser deux versions restaurées du film : la première avec les intertitres d'origine en allemand, la seconde avec des intertitres traduits en anglais. Les deux versions sont éditées en DVD et BluRay en 2019 par Flicker Alley, une maison d'édition américaine ayant déjà édité en 2015 la version restaurée du film Sherlock Holmes de 1916, redécouvert en 2014 et restauré dans des conditions similaires grâce au soutien du San Francisco Silent Film Festival.

## Analyse
Dans un article d'analyse publié en 2019 sur le site PopMatters, Michael Barrett, spécialiste du cinéma muet, souligne que l'intrigue du film est globalement conforme au scénario du roman d'origine, et ce malgré l'ajout d'un certain nombre d'éléments supplémentaires, le principal d'entre eux étant le meurtre de Laura Lyons qui n'apparaît pas dans le roman. L'auteur relève également plusieurs points communs scénaristiques entre ce film et le film homonyme de 1914 scénarisé par Richard Oswald, avec notamment la présence de plusieurs passages secrets et d'une statue à travers laquelle un personnage espionne une scène, rappelant le buste de Napoléon à travers lequel Stapleton espionne Sherlock Holmes dans le film de 1914.
Dans le livret d'accompagnement du DVD/BluRay édité en 2019 par Flicker Alley, Russell Merritt souligne quant à lui l'intéressant travail de caméra qui s'observe dans le film (angles originaux, contre-plongées, gros plans, travellings). L'auteur affirme également que Der Hund von Baskerville peut être considéré comme étant « le premier film à faire de l'amitié entre Holmes et Watson un élément central du scénario ». Il note au sujet de Watson : « Certes, Seroff joue un Watson naïf, mais il donne du caractère à un personnage qui a souvent été sans relief ou inexistant dans les films muets de Sherlock Holmes ». Michael Barrett souligne pour sa part que cette incarnation de Watson par George Seroff préfigure par certains aspects celle de Watson par Nigel Bruce dans la série avec Basil Rathbone en Sherlock Holmes.
Alan Barnes souligne quant à lui dans l'ouvrage de référence Sherlock Holmes on Screen que l'acteur Fritz Rasp, qui joue ici le rôle de Jack Stapleton, était alors identifié par le public allemand comme un acteur endossant régulièrement des rôles de « scélérat ». La culpabilité de Stapleton était donc une évidence pour les spectateurs de l'époque, et ceci dès la première apparition de l'acteur à l'écran. Alan Barnes écrit ainsi : « Casting Fritz Rasp as 'Mr Stapelton' was not going to fool audiences for one second, former comedian Rasp having become notorious as the face of German screen scoundrelhood in pictures such as G W Pabst's Die Liebe der Jeanne Ney (1927) ». Fritz Rasp jouera ultérieurement dans le film Le Chien des Baskerville de 1937 réalisé par Carl Lamac, où il endossera le rôle du majordome Barrymore, cette fois dans l'optique de tromper le spectateur sur l'identité du meurtrier.
Certains ouvrages spécialisés, notamment celui d'Alan Barnes, soulignent que le nom de Jack Stapleton était orthographié « Stapelton » dans ce film. Cette erreur n'est pas présente dans la version restaurée de 2019, et le nom « Stapleton » est correctement orthographié dans le script d'origine du film dont certaines pages apparaissent dans les bonus de l'édition restaurée diffusée par Flicker Alley. Il est probable que l'erreur ait seulement été présente sur une affiche du film prise en référence par les spécialistes qui ne disposaient alors pas d'autre matériel pour leurs recherches.